# رافاييل تروخيو فيار
رافاييل تروخيو فيار (بالإسبانية: Rafael Trujillo Villar، ولد في 14 ديسمبر 1975، لا لينيا دي لا كونثيبثيون، قادس، إسبانيا) لاعب إسباني، يتنافس في سباق القوارب الشراعية، يتخصص في فئة Finn.
حصل على الميدالية الفضية في دورة الألعاب الأولمبية الصيفية 2004 في أثينا، كما حاز على الميدالية الذهبية في بطولة العالم للشراع في فئة Finn عام 2007.

## إنجازاته

### الألعاب الأولمبية الصيفية
- 2004 أثينا  اليونان:  ميدالية فضية للشراع في فئة Finn.

### بطولة العالم للقوارب الشراعية فئة Finn
- 2003 قادس  إسبانيا:  ميدالية فضية للشراع في فئة Finn.
- 2007 كاسكايس  هولندا:  ميدالية ذهبية للشراع في فئة Finn.
- 2010 سان فرانسيسكو  الولايات المتحدة:  ميدالية فضية للشراع في فئة Finn.

## روابط خارجية
- رافاييل تروخيو فيار على موقع اللجنة الأولمبية الدولية (الإنجليزية)
- رافاييل تروخيو فيار على موقع أوليمبيديا (الإنجليزية)
- رافاييل تروخيو فيار على موقع اللجنة الأولمبية الإسبانية (الإسبانية)